# San Girolamo nello studio (Jan van Eyck)
San Girolamo nello studio è un dipinto attribuito a Jan van Eyck e bottega datato al 1442 e conservato nell'Institute of Arts di Detroit. Si tratta di una pittura a olio su carta applicata su tavola e misura 20,6x13,3 cm.

## Storia
La data riportata sul dipinto è successiva alla morte del pittore (giugno 1441), per cui è probabile che fosse stata lasciata incompleta e finita dai suoi collaboratori dopo la sua scomparsa.
Alcuni ipotizzano che l'opera sia quella di analogo soggetto citata negli inventari di palazzo Medici a Firenze redatti dopo la morte di Lorenzo il Magnifico nel 1492. Se non si trattasse dell'opera di Detroit potrebbe essere anche un suo prototipo, poiché l'opera non è da tutti ascritta alla mano autografa del pittore fiammingo. A Firenze e avrebbe potuto influenzare le successive redazioni del tema, come il San Girolamo nello studio di Domenico Ghirlandaio (1480).

## Descrizione e stile
L'opera mostra san Girolamo nella tradizionale rappresentazione nel suo studio. È vestito con l'abito e il cappello cardinalizio mentre legge un libro, in un piccolo studio pieno di oggetti che testimoniano la sua erudizione ed i suoi interessi. In basso si vede un leone che richiama la leggenda di san Girolamo, secondo la quale egli estrasse una spina dalla zampa dell'animale, che gli rimase poi fedele.
La luce piove dalla finestra dietro la scrivania e da davanti al santo, in maniera da illuminare i minimi dettagli della scena. Essa simboleggia anche l'"illuminazione" divina della cultura. Nelle scansie e sullo scrittoio si riconoscono una clessidra, un cannocchiale, un rigo, un'ampolla, un astrolabio, numerosi libri e strumenti per la scrittura. In questo senso Girolamo rappresenta il prototipo dell'uomo di cultura del Rinascimento.